# Heathfield and Waldron
Heathfield and Waldron is een civil parish in het bestuurlijke gebied Wealden, in het Engelse graafschap East Sussex met 11913 inwoners.